# Minnesota Timberwolves 2017-2018
La stagione 2017-2018 dei Minnesota Timberwolves è stata la 29ª stagione della franchigia nella NBA.

## Draft
| Giro | Scelta | Giocatore     | Ruolo | Nazionalità | Università/Squadra |
| ---- | ------ | ------------- | ----- | ----------- | ------------------ |
| 1    | 16     | Justin Patton | C     | Stati Uniti | Creighton          |

## Roster
| \| Pos. \| Num. \| Naz. \| Nome \| Altezza \| Peso \| Data nascita \| Provenienza \| \| ---- \| ---- \| --------------------------------------------------- \| -------------------- \| ------- \| ------ \| ------------ \| ------------------- \| \| C \| 45 \| Stati Uniti (bandiera) \| Aldrich, Cole \| 211 cm \| 115 kg \| 31-10-1988 \| Kansas \| \| A \| 8 \| Serbia (bandiera) \| Bjelica, Nemanja \| 208 cm \| 104 kg \| 09-05-1988 \| Serbia \| \| P \| 30 \| Stati Uniti (bandiera) \| Brooks, Aaron \| 183 cm \| 73 kg \| 14-01-1985 \| Oregon \| \| G/AP \| 3 \| Stati Uniti (bandiera) \| Brown, Anthony (TW) \| 201 cm \| 102 kg \| 10-10-1992 \| Stanford \| \| G/AP \| 23 \| Stati Uniti (bandiera) \| Butler, Jimmy \| 203 cm \| 107 kg \| 14-09-1989 \| Marquette \| \| P/G \| 11 \| Stati Uniti (bandiera) \| Crawford, Jamal \| 196 cm \| 84 kg \| 20-03-1980 \| Michigan \| \| C \| 5 \| Senegal (bandiera) \| Dieng, Gorgui \| 211 cm \| 114 kg \| 18-01-1990 \| Louisville \| \| G \| 13 \| Stati Uniti (bandiera) \| Georges-Hunt, Marcus \| 196 cm \| 103 kg \| 28-03-1994 \| Georgia Tech \| \| AG \| 67 \| Stati Uniti (bandiera) \| Gibson, Taj \| 206 cm \| 107 kg \| 24-06-1985 \| Southern California \| \| A \| 10 \| Stati Uniti (bandiera) \| Jefferson, Amile \| 206 cm \| 102 kg \| 07-05-1993 \| Duke \| \| P \| 1 \| Stati Uniti (bandiera) \| Jones, Tyus \| 188 cm \| 83 kg \| 10-05-1996 \| Duke \| \| C \| 24 \| Stati Uniti (bandiera) \| Patton, Justin \| 213 cm \| 107 kg \| 14-06-1997 \| Creighton \| \| P \| 25 \| Stati Uniti (bandiera) \| Rose, Derrick \| 191 cm \| 86 kg \| 04-10-1988 \| Memphis \| \| P \| 0 \| Stati Uniti (bandiera) \| Teague, Jeff \| 188 cm \| 86 kg \| 10-06-1988 \| Wake Forest \| \| C \| 32 \| Stati Uniti (bandiera) · Rep. Dominicana (bandiera) \| Towns, Karl-Anthony \| 213 cm \| 112 kg \| 15-11-1995 \| Kentucky \| \| AP \| 22 \| Canada (bandiera) \| Wiggins, Andrew \| 203 cm \| 92 kg \| 23-02-1995 \| Kansas \| | Allenatore - Tom Thibodeau Assistente/i - Rick Brunson - Andy Greer - Ed Pinckney - Ryan Saunders - Vince Legarza Legenda - (C) Capitano - (FA) Free agent - (S) Sospeso - (TW) Contratto Two-way - (GL) Assegnato a squadra G League affiliata - Infortunato Roster • Transazioni · Ultima transazione: 11 aprile 2018 |                                                     |                      |         |        |              |                     |
| Pos. | Num. | Naz.                                                | Nome                 | Altezza | Peso   | Data nascita | Provenienza         |
| C | 45 | Stati Uniti (bandiera)                              | Aldrich, Cole        | 211 cm  | 115 kg | 31-10-1988   | Kansas              |
| A | 8 | Serbia (bandiera)                                   | Bjelica, Nemanja     | 208 cm  | 104 kg | 09-05-1988   | Serbia              |
| P | 30 | Stati Uniti (bandiera)                              | Brooks, Aaron        | 183 cm  | 73 kg  | 14-01-1985   | Oregon              |
| G/AP | 3 | Stati Uniti (bandiera)                              | Brown, Anthony (TW)  | 201 cm  | 102 kg | 10-10-1992   | Stanford            |
| G/AP | 23 | Stati Uniti (bandiera)                              | Butler, Jimmy        | 203 cm  | 107 kg | 14-09-1989   | Marquette           |
| P/G | 11 | Stati Uniti (bandiera)                              | Crawford, Jamal      | 196 cm  | 84 kg  | 20-03-1980   | Michigan            |
| C | 5 | Senegal (bandiera)                                  | Dieng, Gorgui        | 211 cm  | 114 kg | 18-01-1990   | Louisville          |
| G | 13 | Stati Uniti (bandiera)                              | Georges-Hunt, Marcus | 196 cm  | 103 kg | 28-03-1994   | Georgia Tech        |
| AG | 67 | Stati Uniti (bandiera)                              | Gibson, Taj          | 206 cm  | 107 kg | 24-06-1985   | Southern California |
| A | 10 | Stati Uniti (bandiera)                              | Jefferson, Amile     | 206 cm  | 102 kg | 07-05-1993   | Duke                |
| P | 1 | Stati Uniti (bandiera)                              | Jones, Tyus          | 188 cm  | 83 kg  | 10-05-1996   | Duke                |
| C | 24 | Stati Uniti (bandiera)                              | Patton, Justin       | 213 cm  | 107 kg | 14-06-1997   | Creighton           |
| P | 25 | Stati Uniti (bandiera)                              | Rose, Derrick        | 191 cm  | 86 kg  | 04-10-1988   | Memphis             |
| P | 0 | Stati Uniti (bandiera)                              | Teague, Jeff         | 188 cm  | 86 kg  | 10-06-1988   | Wake Forest         |
| C | 32 | Stati Uniti (bandiera) · Rep. Dominicana (bandiera) | Towns, Karl-Anthony  | 213 cm  | 112 kg | 15-11-1995   | Kentucky            |
| AP | 22 | Canada (bandiera)                                   | Wiggins, Andrew      | 203 cm  | 92 kg  | 23-02-1995   | Kansas              |

## Classifiche

### Northwest Division
| Northwest Division      | Northwest Division | Northwest Division | Northwest Division | Northwest Division | Northwest Division | Northwest Division | Northwest Division | Northwest Division |
| Squadra                 | V                  | S                  | V%                 | PR                 | Casa               | Trasf              | Div                | PG                 |
| ----------------------- | ------------------ | ------------------ | ------------------ | ------------------ | ------------------ | ------------------ | ------------------ | ------------------ |
| y – Portland T. Blazers | 49                 | 33                 | .598               | 16,0               | 28–13              | 21–20              | 9–7                | 82                 |
| x – Oklahoma Thunder    | 48                 | 34                 | .585               | 17,0               | 27–14              | 21–20              | 5–11               | 82                 |
| x – Utah Jazz           | 48                 | 34                 | .585               | 17,0               | 28–13              | 20–21              | 7–9                | 82                 |
| x – Minnesota T'wolves  | 47                 | 35                 | .573               | 18,0               | 30–11              | 17–24              | 10–6               | 82                 |
| Denver Nuggets          | 46                 | 36                 | .561               | 19,0               | 31–10              | 15–26              | 9–7                | 82                 |

### Western Conference
| Western Conference | Western Conference        | Western Conference | Western Conference | Western Conference | Western Conference | Western Conference |
| #                  | Squadra                   | V                  | S                  | V%                 | PR                 | PG                 |
| ------------------ | ------------------------- | ------------------ | ------------------ | ------------------ | ------------------ | ------------------ |
| 1                  | z – Houston Rockets *     | 65                 | 17                 | .793               | –                  | 82                 |
| 2                  | y – Golden St. Warriors * | 58                 | 24                 | .707               | 7,0                | 82                 |
| 3                  | y – Portland T. Blazers * | 49                 | 33                 | .598               | 16,0               | 82                 |
| 4                  | x – Oklahoma Thunder      | 48                 | 34                 | .585               | 17,0               | 82                 |
| 5                  | x – Utah Jazz             | 48                 | 34                 | .585               | 17,0               | 82                 |
| 6                  | x – N. Orleans Pelicans   | 48                 | 34                 | .585               | 17,0               | 82                 |
| 7                  | x – San Antonio Spurs     | 47                 | 35                 | .573               | 18,0               | 82                 |
| 8                  | x – Minnesota T'wolves    | 47                 | 35                 | .573               | 18,0               | 82                 |
|                    |                           |                    |                    |                    |                    |                    |
| 9                  | Denver Nuggets            | 46                 | 36                 | .561               | 19,0               | 82                 |
| 10                 | L.A. Clippers             | 42                 | 40                 | .512               | 23,0               | 82                 |
| 11                 | L.A. Lakers               | 35                 | 47                 | .427               | 30,0               | 82                 |
| 12                 | Sacramento Kings          | 27                 | 55                 | .329               | 38,0               | 82                 |
| 13                 | Dallas Mavericks          | 24                 | 58                 | .293               | 41,0               | 82                 |
| 14                 | Memphis Grizzlies         | 22                 | 60                 | .268               | 43,0               | 82                 |
| 15                 | Phoenix Suns              | 21                 | 61                 | .256               | 44,0               | 82                 |

## Calendario e risultati

### Playoff

#### Primo turno

##### (8) Minnesota Timberwolves – (1) Houston Rockets
| Playoffs 2018                                | Playoffs 2018                                | Playoffs 2018                                | Playoffs 2018                                | Playoffs 2018                                | Playoffs 2018                                | Playoffs 2018                                | Playoffs 2018                                | Playoffs 2018                                |
| Primo turno: 1–4 (Casa: 1–1; Trasferta: 0–3) | Primo turno: 1–4 (Casa: 1–1; Trasferta: 0–3) | Primo turno: 1–4 (Casa: 1–1; Trasferta: 0–3) | Primo turno: 1–4 (Casa: 1–1; Trasferta: 0–3) | Primo turno: 1–4 (Casa: 1–1; Trasferta: 0–3) | Primo turno: 1–4 (Casa: 1–1; Trasferta: 0–3) | Primo turno: 1–4 (Casa: 1–1; Trasferta: 0–3) | Primo turno: 1–4 (Casa: 1–1; Trasferta: 0–3) | Primo turno: 1–4 (Casa: 1–1; Trasferta: 0–3) |
| Partita                                      | Data                                         | Avversario                                   | Punteggio                                    | Più punti                                    | Più rimbalzi                                 | Più assist                                   | Spettatori                                   | Serie                                        |
| -------------------------------------------- | -------------------------------------------- | -------------------------------------------- | -------------------------------------------- | -------------------------------------------- | -------------------------------------------- | -------------------------------------------- | -------------------------------------------- | -------------------------------------------- |
| 1                                            | 15 aprile                                    | @ Houston Rockets                            | S 101–104                                    | Andrew Wiggins (18)                          | Karl-Anthony Towns (12)                      | Jeff Teague (8)                              | Toyota Center 18.055                         | 0–1                                          |
| 2                                            | 18 aprile                                    | @ Houston Rockets                            | S 82–102                                     | Nemanja Bjelica (16)                         | Karl-Anthony Towns (10)                      | Jones, Wiggins (3)                           | Toyota Center 18.055                         | 0–2                                          |
| 3                                            | 21 aprile                                    | Houston Rockets                              | V 121–105                                    | Jimmy Butler (28)                            | Karl-Anthony Towns (16)                      | Jeff Teague (8)                              | Target Center 18.978                         | 1-2                                          |
| 4                                            | 23 aprile                                    | Houston Rockets                              | S 100–119                                    | Karl-Anthony Towns (22)                      | Karl-Anthony Towns (15)                      | Butler, Teague (5)                           | Target Center 18.978                         | 1–3                                          |
| 5*                                           | 25 aprile                                    | @ Houston Rockets                            | S 104–122                                    | Karl-Anthony Towns (23)                      | Karl-Anthony Towns (14)                      | Jeff Teague (7)                              | Toyota Center 18.055                         | 1–4                                          |

## Mercato

### Free Agency

#### Prolungamenti contrattuali
| Giocatore        | Contratto                       |
| ---------------- | ------------------------------- |
| Shabazz Muhammad | 1 anno – 1,6 milioni di dollari |
| Andrew Wiggins   | 5 anni – 148 milioni di dollari |

#### Acquisti
| Giocatore           | Contratto                       | Provenienza      |
| ------------------- | ------------------------------- | ---------------- |
| Jeff Teague         | 3 anni – 57 milioni di dollari  | Indiana Pacers   |
| Taj Gibson          | 2 anni – 28 milioni di dollari  | Oklahoma Thunder |
| Jamal Crawford      | 2 anni – 8,9 milioni di dollari | Atlanta Hawks    |
| Anthony Brown       | Contratto Two-way               | Erie BayHawks    |
| Marcus Georges-Hunt | 1 anno – 1,3 milioni di dollari | Orlando Magic    |
| Aaron Brooks        | 1 anno – 2,1 milioni di dollari | Indiana Pacers   |

#### Cessioni
| Giocatore      | Motivo     | Nuova squadra |
| -------------- | ---------- | ------------- |
| Nikola Peković | Rilasciato |               |
| Jordan Hill    | Rilasciato |               |
| Omri Casspi    | Free agent | G.S. Warriors |
| Adreian Payne  | Free agent | Orlando Magic |

### Scambi
| 22 giugno 2017 | Minnesota T'wolvesJimmy Butler Draft rights per Justin Patton | Chicago BullsKris Dunn Zach LaVine Draft rights per Lauri Markkanen |
| 29 giugno 2017 | Minnesota T'wolvesScelta 1º giro Draft 2018                   | Utah JazzRicky Rubio                                                |

## Premi individuali
| Assegnato a      | Premio                                       | Data premio      | Ref.   |
| ---------------- | -------------------------------------------- | ---------------- | ------ |
| Donovan Mitchell | Giocatore della settimana Western Conference | 20 novembre 2017 | [ 15 ] |